# Communauté de communes des Deux Coteaux
La communauté de communes des Deux Coteaux est une ancienne communauté de communes française, située dans le département de la Marne et la région Champagne-Ardenne. 
Elle a été supprimée le 1er janvier 2014, et son territoire intégré dans la nouvelle communauté de communes du Nord Champenois.

## Historique
Un district des deux coteaux  a été créé  le 29 décembre 1992 entre les communes de Thil et d'Hermonville, que rejoignit le 9 novembre 1994 la commune de Courcy.
Ce district a été transformée en communauté de communes par  un arrêté préfectoral du 22 janvier 2001.
Conformément aux prévisions du schéma départemental de coopération intercommunale (SDCI) de la Marne du 15 décembre 2011, quatre petites intercommunalités de la Marne : 
-  la Communauté de communes de la Colline ;
- la Communauté de communes de la Petite Montagne ;
- la communauté de communes des Deux Coteaux ;
- la communauté de communes du Massif ;

ont fusionné le 1er janvier 2014 pour créer la communauté de communes du Nord Champenois.

## Territoire communautaire

### Composition
L'intercommunalité était composée de 3 communes :
- Hermonville
- Thil
- Courcy

## Administration

### Siège
Le siège de la communauté de communes était en mairie de Hermonville, 2 place Truchon.

### Élus
La communauté de communes était administrée par un conseil communautaire constitué de représentants de chaque commune, élus en leur sein par les conseils municipaux, à raison de cinq délégués par commune, dont un président et 3 vice-présidents (un par commune).

### Liste des présidents
| Période         | Période         | Identité          | Étiquette | Qualité                            |
| --------------- | --------------- | ----------------- | --------- | ---------------------------------- |
| 1993            | 1995            | Éric Fimbel       |           |                                    |
| 1995            | 2001            | Bernard Malnis    |           | Élu de Courcy                      |
| 2001            | 12 juillet 2011 | Joël Gourmand     |           | Maire de Hermonville (2008 → 2012) |
| 12 juillet 2011 | décembre 2013   | Jean-Pierre Barré |           | Maire-adjoint de Courcy            |

### Compétences
Nombre total de compétences exercées : 19.
L'intercommunalité exerçait les compétences qui lui avaient été transférées par les communes membres, conformément aux dispositions légales.
Il s'agissait de : 
- Aménagement de l'espace communautaire ;
- Actions de développement économique intéressant l'ensemble de la communauté ;
- Protection et mise en valeur de l'environnement / Soutien aux actions de maîtrise de la demande d'énergie ;
- Équipements culturels et sportifs / équipements de l'enseignement pré-élémentaire et élémentaire ;
- Création, aménagement et entretien de la voirie.
- Actions socio-éducatives ;
- Prise en charge du contingent aide sociale ;
- Gestion des services de lutte contre l'incendie ;
- Éclairage public d'intérêt communautaire ;
- Prestation de services et maîtrise d'ouvrage déléguée[7].